# Мюнстер, Вадим Германович
Вадим Германович Мюнстер (род. 1946) — советский и российский музыкант, дирижёр и педагог; Заслуженный артист РФ (1996), лауреат Государственной премии РФ (1999).
Главный дирижёр Пермского академического театра оперы и балета им. П. И. Чайковского в 1992—2001 годах.

## Биография
Родился 14 октября 1946 года в Караганде, Казахская ССР.
В 1965 году окончил Карагандинское музыкальное училище, в 1981 году — Челябинский институт культуры по специальности «преподаватель оркестрового дирижирования». Затем в 1965—1968 продолжил музыкальное образование в Алма-Атинской консерватории. По её окончании, преподавал в музыкальной школе Алма-Аты, в Киргизском институте искусств в Бишкеке, работал концертмейстером в Киргизском театре оперы и балета. Профессию дирижёра Вадим Мюнстер освоил самостоятельно.
В 1974—1991 годах он работал в Челябинском театре оперы и балета — был концертмейстером по вокалу, дирижёром (с 1978 года), директором театра (с 1987 года). В 1992—2001 годах работал в Пермском театре оперы и балета. Музыкальный руководитель постановок многих опер и балетов. Дирижировал спектаклями Большого театра, Мариинского театра, Белорусского театра оперы и балета, Латвийской национальной оперы. Гастролировал в Германии, Италии, Португалии, Южной Корее, Японии. Руководил постановкой оперы «Евгений Онегин» в Ирландской опере (Дублин). В репертуаре около 100 произведений.
Вёл педагогическую деятельность в Перми в городском музыкальном училище, Пермском государственном педагогическом университете и Пермском государственном институте культуры (профессор с 2000 года). Входил в оргкомитет по подготовке и проведению IV фестиваля классической музыки в Перми в июне 2001 года.
Также занимался общественной деятельностью. Был в числе организаторов и членом первого правления Немецкого культурного центра, созданного в Челябинске в 1989 году. Входил в состав коллегии департамента культуры и искусства администрации Пермской области.
В настоящее время живёт и работает в Германии.